# Antonio Cordiani
Antonio Cordiani (Florença, 12 de abril de 1484 — Terni, 3 de agosto de 1546), chamado também de Antonio da Sangallo, o Jovem (para diferenciá-lo de seu tio Antonio da Sangallo), foi um arquitecto italiano do período do Renascimento.
Os seus tios, Giuliano da Sangallo e Antonio da Sangallo eram arquitectos consagrados da altura. Mudou-se muito novo para Roma onde foi discípulo de Donnato Bramante, cujo estilo Antonio seguiu. Viveu e trabalhou em Roma quase toda a sua vida, tendo diversos trabalhos encomendados pelos sucessivos Papas.
O seu projecto mais importante foi a Igreja de Santa Maria di Loreto, junto à Coluna de Trajano. Também construiu a Capela Paulina e outras estruturas na Cidade do Vaticano.

## Trabalhos selecionados
- Basílica della Santa Casa em Loreto.
- Cappella Paolina, a Sala Regia e a Scala Regia no Vaticano.
- Fortaleza Velha, Livorno.
- Palácio Baldassini em Roma.
- Palazzo del Governatore di Borgo em Roma, demolido em 1936.
- Palácio Farnese em Roma (1534-1546), projetado para o cardeal Alessandro Farnese.
- Palácio Sacchetti na Via Giulia em Roma; desenhado por Sangallo para si mesmo.
- Poço de São Patrício em Orvieto.
- Santa Maria di Loreto em Roma.
- San Giovanni in Ole em Roma.
- Basílica de São Pedro em Roma (arquiteto-chefe de 1520 em diante).
- Villa Madama em Roma (iniciada em 1518).
- Cappella Paolina, a Sala Regia e a Scala Regia no Vaticano.

## Trabalho no Vaticano e na Basílica de São Pedro
Sangallo manteve um bom relacionamento com os papas e, portanto, esteve constantemente envolvido no processo de concepção e construção da Basílica de São Pedro de 1513 até pelo menos 1536.  Como "capomaestro", ele estava encarregado do dia-a-dia de construção na basílica durante muitos anos. Ele também criou um projeto para a basílica, da qual existe hoje um modelo de madeira.

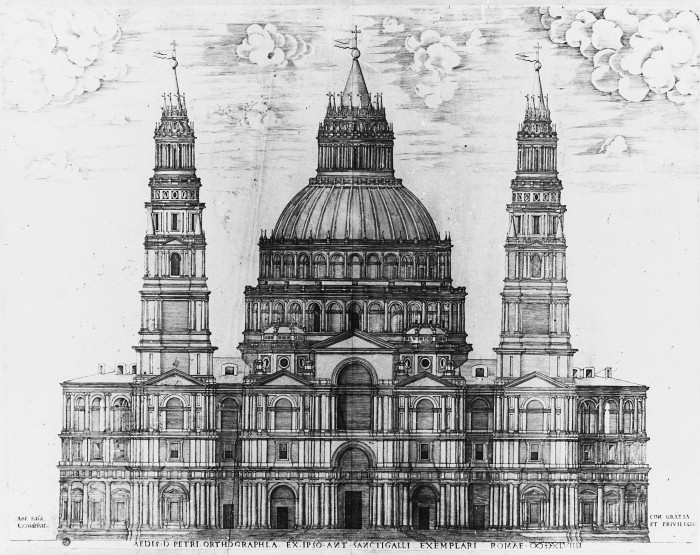
Fachada projetada por Sangallo para a basílica.
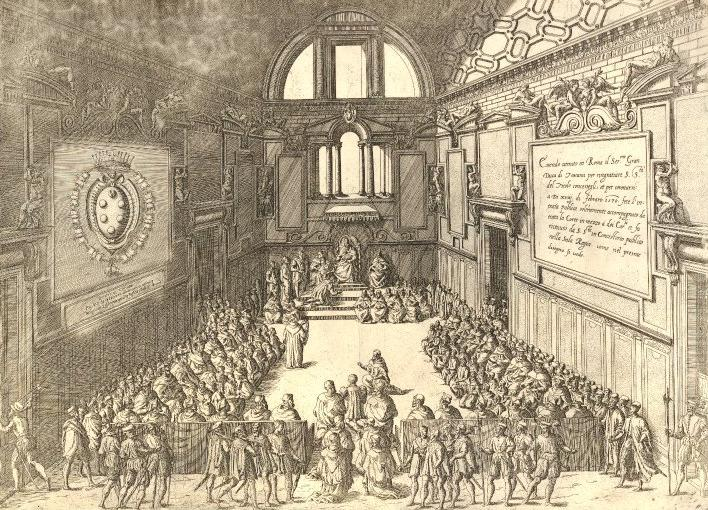
A Sala Regia, projetada por Sangallo para o Papa Paulo III
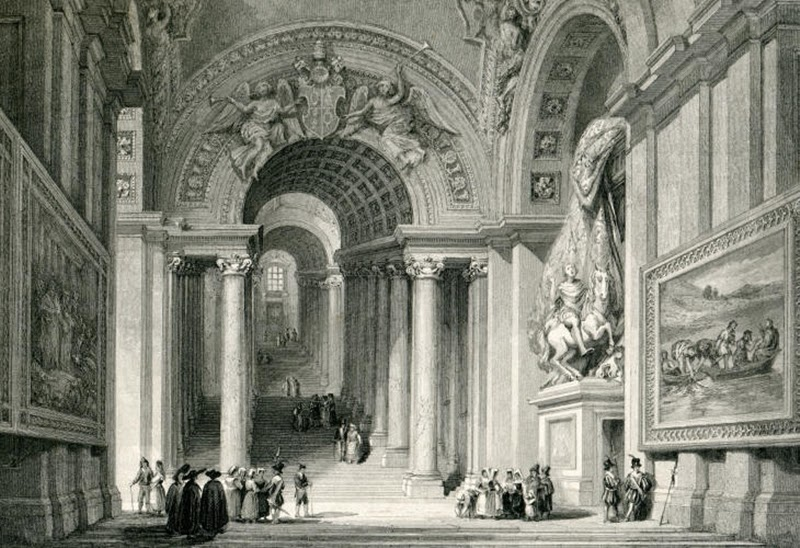
A Scala Regia, com esculturas de Bernini.

Sangallo também trabalhou extensivamente nos apartamentos do Vaticano, construindo a Capela Paulina, a Sala Regia que serve de entrada para a Capela Sistina e a Scala Regia, a escadaria que serve como a entrada principal do Palácio Apostólico. Vasari também afirma que Sangallo modificou a Capela Sistina elevando o telhado, embora as modificações sejam exatamente incertas.

## Morte e legado
Sangallo havia começado o projeto do Palazzo Farnese em 1513; quando o cardeal Alessandro Farnese se tornou o papa Paulo III em 1534, o desenho foi ampliado para o tamanho atual. Segundo Sir Banister Fletcher, é "o palácio italiano mais imponente do século XVI".  Em 1546, durante a construção, Paulo III ficou insatisfeito com o projeto da cornija e realizou um concurso para um novo projeto de cornija. Michelangelo venceu a competição e supervisionou a conclusão do palácio; Sangallo supostamente morreu, em Terni, Itália, de vergonha pouco depois. Ele está enterrado na Basílica de São Pedro com o seguinte epitáfio:
     ANTONIO SANCTI GALLI FLORENTINO, URBE MUNIENDA AC PUB.

OPERIBUS, PRAECIPUEQUE D. PETRI TEMPLO ORNAN. ARCHITECTORUM

FACILE PRINCIPI, DUM VELINI LACUS EMISSIONEM PARAT, PAULO PONT.

MAX. AUCTORE, INTERAMNAE INTEMPESTIVE EXTINCTO ISABELLA DETA

UXOR MOESTISS.  POSUIT 1546, III. CALEND. OCTOBRIS.
O seu biógrafo Vasari escreve: ″Na verdade Antonio, que foi um excelente arquitecto, merece ser celebrado e exaltado, como as suas obras claramente demonstram, não menos do que qualquer outro arquitecto, antigo ou moderno″.